# Miah Persson

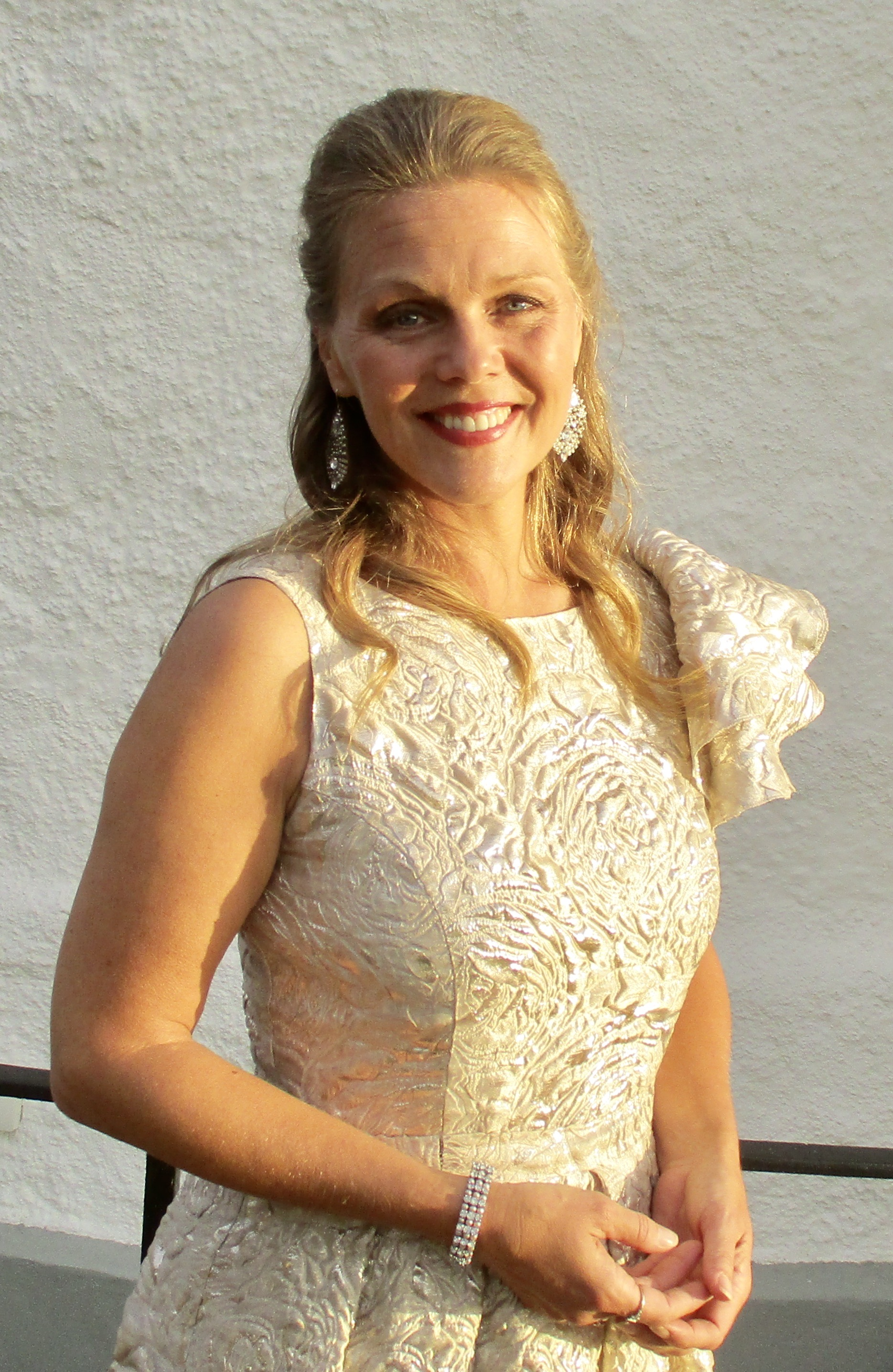
Miah Persson vid Birgit Nilsson-dagarna 2021 – då hon ledde en master class och medverkade vid en operakonsert den 14 augusti 2021 i Västra Karups kyrka.

Miah Persson, född 27 maj 1969 i Örnsköldsvik, är en svensk operasångerska (sopran). Hon blev hovsångerska 2011.

## Biografi
Persson är uppväxt i Hudiksvall där hon sjöng i körer och medverkade i amatörteater. Efter ett års vistelse i Paris, påbörjade hon 1991 musikstudier på Kulturama i Stockholm. 1994 startade hon sin utbildning till operasångerska – först vid Operastudio 67 och från 1996 vid Operahögskolan i Stockholm.
Hennes operadebut var som Susanna i Mozarts Figaros Bröllop på Confidencen 1998.
Vid Kungliga operan har hon haft ledande roller i Mozarts operor, bland annat Sandrina i Kärlek på flykt (1999), Barbarina och Susanna i Figaros Bröllop (1999 resp. 2016) samt Pamina i Trollflöjten (2000). Bland övriga roller märks Frasquita i Bizets Carmen (1999), Dorinda i Händels Orlando (2000), Tebaldo i Verdis Don Carlos (2000) och Gabrielle i Offenbachs Pariserliv (2001) med flera.
Persson har också haft många engagemang utanför Sverige, bland annat i Paris, Berlin, Bryssel, Wien, Innsbruck och Wellington. I Richard Strauss Der Rosenkavalier från Salzburger Festspiele 2004 sjöng hon Sophies roll. Förutom i opera har hon även framträtt som konsertsångerska vid Proms och Wigmore Hall i London.

## Utmärkelser
- 1999 - Gunn Wållgren-stipendiet
- Miah Persson är hovsångerska sedan 2011.
- 2017 - Hjördis Schymberg-stipendiet.[2]

## Diskografi (i urval)
- Mozart Opera and Concert Arias: Un moto di gioia. Swedish Chamber Orchestra, dirigent Sebastian Weigle. BIS-SACD-1529. Svensk mediedatabas.
- Schumann, R. Portraits (Songs By Clara And Robert Schumann) by Miah Persson, Joseph Breinl, piano. BIS-SACD-1834. Svensk mediedatabas.
- Songs by Schubert, Grieg and Sibelius. Wigmore Hall live. 2012. www.amazon.co.uk, Läst 30 december 2012.
- Bach: Cantatas, Vol 10 (BWV 105, 179, 186). Bach Collegium Japan. Dirigent M. Suzuki. Bis cd-951. Svensk mediedatabas.
- Haydn: The Creation, Miah Persson med flera, dirigent Paul McCreesh, Gabrieli Consort & Players. Archive Production.
- Mozart: Cosi Fan Tutte.Salzburg Festival 2009. Wiener Philarmoniker. Dirigent Adam Fischer. Euro Arts 2072534 (2010). Svensk mediedatabas.
- Mozart: Cosi Fan Tutte. Glyndebourne. Orchestra of the Age of Enlightment. Dirigent Ivan Fischer. Dvd 2007. Opus Arte.
- Mozart, Le Nozze Di Figaro. Dirigent A Pappano. Dvd. Opus Arte.
- Haydn, The Creation. Miah Persson, Topi Lehtipuu and David Wilson-Johnson. Dirigent Ivor Bolton. Oehms.
- Handel, Rinaldo by Dominique Visse, Lawrence Zazzo, Christophe Dumaux and James Rutheford. Harmonia Mundi.
- Mozart: Don Giovanni dvd. [Blu-ray] [2008] Starring Miah Persson, Kyle Ketelsen, Marina Poplavskaya, et al. Opus Arte.
- Tutto Mozart. Dirigent Charles Mackerras. DG 00289 477 5886. Svensk mediedatabas.
- Fernström, John, Songs of the Sea; Symphony No. 12; Rao-Nai-Songs. Malmö Symphony Orchestra. Dirigent Lan Shui. BIS-CD-997. (http://www.discogs.com). Läst 9 januari 2013.
- Mahler, Symphony No 2 Resurrection by Miah Persson, Christianne Stotijn, and Chicago Symphony Orchestra, dirigent Bernard Haitink. CSO Resound.
- Soul and Landscape by Miah Persson, Roger Vignoles. Songs by Stenhammar, Nystroem, Sjögren, Rangström. Hyperion.
- Anne Truelove i Stravinsky, The Rake's Progress. Dirigent Vladimir Jurowski. Opus Arte OA BD 7094 dvd, [Blue-ray], OA 1062 dvd.
- Sophie i Strauss, R. Der Rosenkavalier. Salzburger Festspiele 2004. Wiener Philarmoniker. Dirigent Seymon Bychkov. Arthaus 107139. Dvd.

## Scen

### Roller (urval)
- 1999 – Kärlek på flykt av Wolfgang Amadeus Mozart och Raniero da Calzabigi, regi Benny Fredriksson, Vasateatern[3]